# Groupe des États d'Europe occidentale et autres États

Groupe africain
Groupe d'Asie-Pacifique
Groupe d'Europe orientale
Groupe d'Amérique latine et les Caraïbes
Groupe d'Europe occidentale et autres
Membre de l'ONU n'étant dans aucun groupe
États observateur
Territoires disputés

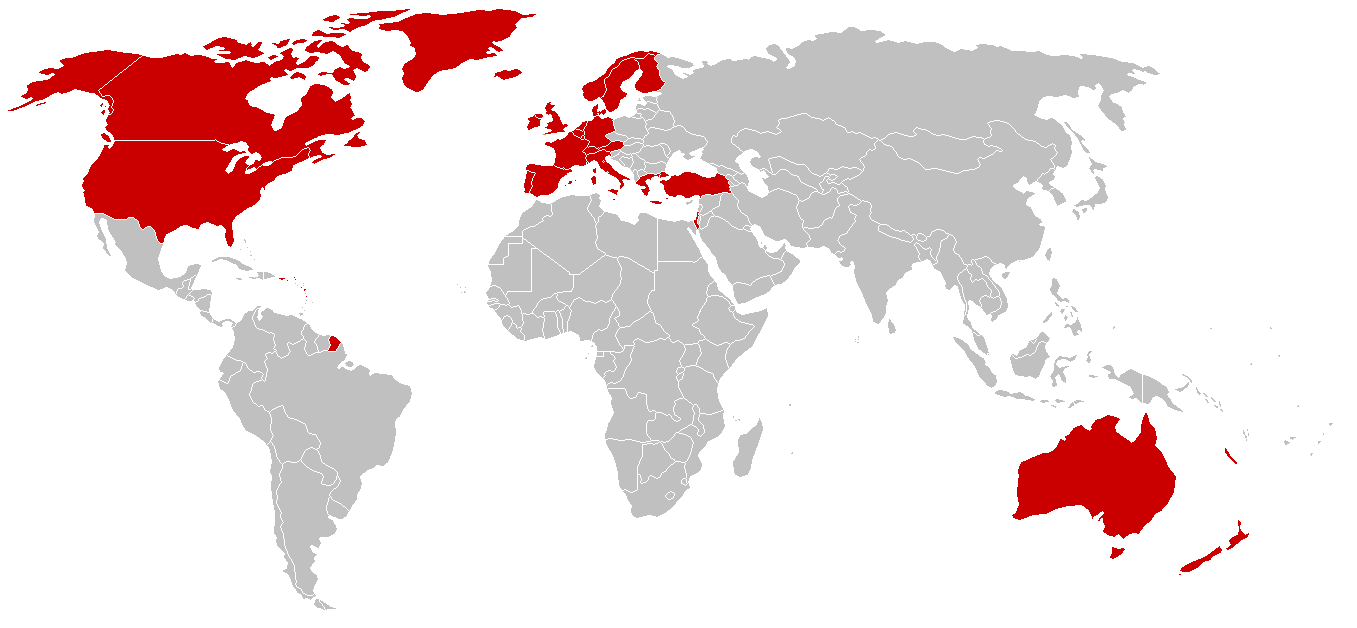
États membres du groupe des États d’Europe occidentale et autres.

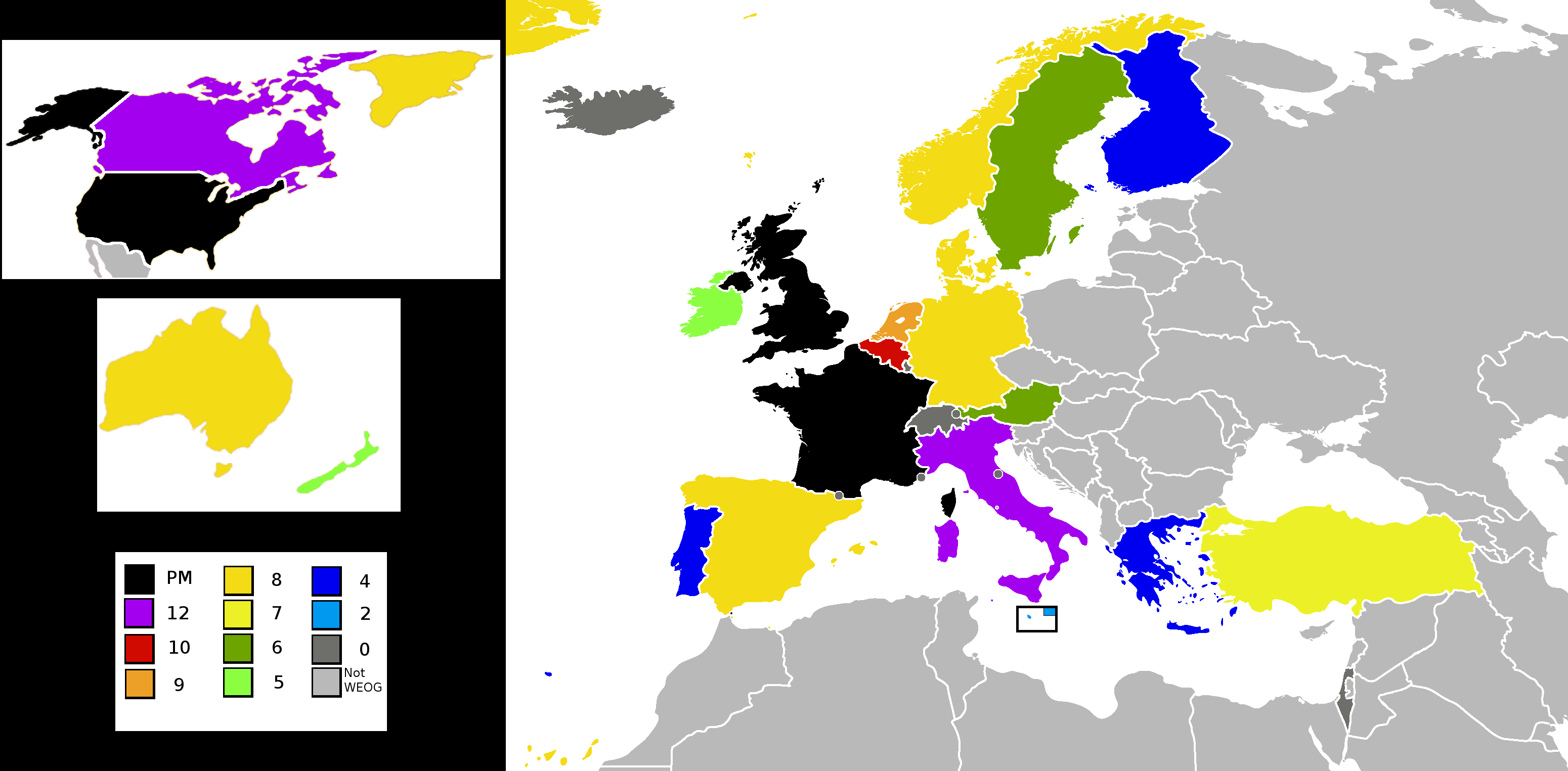
Groupe des États d’Europe occidentale et autres en 2012 avec, pour chaque membre, le nombre d'années passées au Conseil de sécurité des Nations unies.

Le groupe des États d’Europe occidentale et autres (GEOA) est un des différents blocs régionaux non officiels votant aux Nations unies. 

## Composition
Le GEOA est le seul groupe qui ne soit pas purement régional. Il comprend 28 États membres (15 % de tous les membres des Nations unies) et 2 observateurs : tous les États d'Europe de l'Ouest (24 pays), la Turquie, l'État d'Israël, les États-Unis, le Canada, la Nouvelle-Zélande et l'Australie. L'Europe est ainsi divisée entre deux groupes : le GEOA et le Groupe des États d’Europe orientale.
La Turquie appartient à deux groupes régionaux : le groupe des États d’Asie et le groupe des États d’Europe occidentale et autres États. Elle participe aux travaux des deux groupes, mais ne vote qu’au sein du groupe des États d’Europe occidentale et autres États.
Les États-Unis ne sont membres d’aucun groupe, mais sont observateurs au sein du groupe des États d’Europe occidentale et autres États, et sont considérés comme faisant partie de ce groupe pour les élections.
Le Saint-Siège est observateur du Groupe des États d’Europe occidentale et autres États. Il n’est pas membre de l’ONU.

## Sièges
Le groupe dispose de cinq sièges au Conseil de sécurité, trois permanents, les États-Unis, la France et le Royaume-Uni, et deux non permanents, actuellement occupés par la Suisse et Malte.
Le Groupe dispose également de treize sièges au Conseil économique et social et sept sièges au Conseil des Nations unies pour les droits de l'homme. 
Dans la rotation au poste de président de l'Assemblée générale des Nations unies, le groupe est éligible pour avoir un de ses ressortissants élu au cours des années se terminant par 0 et 5, par exemple en 2015, le Danois Mogens Lykketoft du Danemark présida la 70e Assemblée générale, puis en 2020 le turque Volkan Bozkır pour la 75e.

## Membres d'Europe de l'Ouestexclusifs au GEOA
- Allemagne
- Andorre
- Autriche
- Belgique
- Danemark
- Espagne
- Finlande
- France
- Grèce
- Irlande
- Islande
- Italie
- Liechtenstein
- Luxembourg
- Malte
- Monaco
- Norvège
- Pays-Bas
- Portugal
- Royaume-Uni
- Saint-Marin
- Suède
- Suisse

## Autres Membres exclusifs au GEOA
- Australie
- Canada
- Nouvelle-Zélande

## Membre non exclusif au GEOA
- Turquie

## Membre exclusif au GEOA sujet à un renouvellement de mandat
- Israël

## Observateur au GEOA
- États-Unis

## JUSCANZ
Un sous-groupe existe sous le terme de JUSCANZ. Ce groupe est essentiellement constitué des États hors UE membres du GEOA en plus du Japon. Son objectif est de contrebalancer la domination de l'Union européenne dans le groupe.   

### Membres
- Australie
- Canada
- Islande
- Japon
- Liechtenstein
- Norvège
- Nouvelle-Zélande
- Suisse
- États-Unis